# Sergio Previtali
Sergio Previtali Roballo (Montevideo, 30 de julio de 1939 - 26 de febrero de 2007) fue un político uruguayo. Conocido como "Sacha".

## Biografía
Hijo de la abogada y legisladora Alba Roballo y de Walter Previtali. Casado con Graciela Pérez Ferreira, tuvo cuatro hijos: Sergio, Stefano, Gisella y Valeria.
Se desempeñó como productor agropecuario y funcionario de la Caja de Jubilaciones.
Militante colorado, acompañó a su madre en el movimiento Pregón Batllista y fue elegido diputado por el Partido Colorado en 1966, sector Frente Colorado de Unidad, ocupando el escaño entre 1967 y 1972. 
En 1968, comenzó a oponerse al autoritarismo de Jorge Pacheco Areco. En 1971, se aparta del Partido Colorado y participa en la fundación del Frente Amplio.
Tenaz opositor a la dictadura de 1973-1985, militó por el NO en el plebiscito constitucional de 1980.
En las elecciones de 1984, participó en la fundación de la Izquierda Democrática Independiente (IDI).
En 1989 participa de un acuerdo electoral con la Lista 1001 y es electo diputado para el periodo 1990-1995.
En las elecciones de 1994 comparece con lista propia, sin resultar electo.